# Makano
Hernán Enrique Jimenez (Panamá, 7 de maio de 1983) é um cantor e compositor panamenho mais conhecido como Makano. Famoso por seu álbum de estréia Yo te amo e single com o mesmo nome.

## História
Em seus 12 anos Hernan pertencia a um grupo chamado "The Makanos" grupo formado por três amigos que foram contratados para cantar em reggae em espanhol. É dentro desse trio, onde Hernán e seus amigos fizeram uma promessa de que o primeiro disco gravado profissionalmente levaria o nome artístico do grupo e atribuí-la-ia a si mesmo a autoria. O nome "Makano" é explicado pela existência do Panamá Makano, uma casca de árvore forte conhecida no país (Panamá).
Aos 16 anos, Hernán escreveu suas próprias composições no calor da sua casa. Após várias tentativas falhadas, finalmente, em 2004 é dada a oportunidade de participar do álbum "A Aliança". Em 2007, assinando com a empresa Música Panamá Makano com a qual gravou seu primeiro álbum solo Yo Te Amo, que contém os hits como eu te amo - Te amo (que lhe valeu grande parte de sua popularidade), "Let Me In!" e Yo quiero vivir. Makano, desde a sua fusão com a música do Panamá, não só ganhou popularidade em seu país natal, mas também no exterior, em países da América do Sul, que ganhou grande aceitação pelo público. Em 2009 Makano decide juntar-se a uma pequena menina Josen Panamá para reunir o hit Tu nombre en mis cuaderno, que ficou por muitas semanas no topo das emissoras nacionais do Panamá e internacionais (sobretudo os países latinos: Colômbia, Peru, Chile, Venezuela etc.). Até à presente data, a cantora vendeu cerca de 5 milhões de cópias em todo o mundo com aquele sucesso.

## Discografia

### Álbuns de estúdio
- 2008 Te amo
- 2010: Sin Frontera

### Compilação
- 2009: 6 Super Hits

## Na Argentina
Makano começou a alcançar o sucesso na Argentina antes do lançamento do primeiro single de seu álbum Yo te amo estréia em 2008, tanto que agora é o país mais bem-sucedido em discografia, depois de Panamá.

## Nos países andinos e fronteira doBrasil
Ele também faz muito sucesso na Colômbia e Peru, e na região fronteiriça do Brasil como as cidades de Tabatinga, Benjamin Constant e Atalaia do Norte no estado do Amazonas (Tríplice Fronteira de Brasil - Peru - Colombia). Sendo o reggaeton, bem como a bachata e o vallanato, um rítmo muito tocado nas boates de fronteira como a Scandalu´s Dance em Tabatinga - AM.

## As citações importantes
Makano recebeu vários prémios internacionais:
- Disco de ouro por seu álbum eu te amo para as vendas norte-americanas.
- Double Platinum para downloads digitais de seu álbum Eu te amo na América Central.
- RIAA certificação para manter o assunto eu te amo de várias semanas No. 1 na revista Billboard.
- Ele foi premiado como "Best Newcomer" e "Melhor Artista Hip Hop / Urban" no Texas Awards 2009.
- Participou do Teleton cantando Chile 2010.